# Dansen går
Dansen går (engelska: Swing Time) är en amerikansk musikalisk komedifilm från 1936 i regi av George Stevens. I huvudrollerna ses Fred Astaire och Ginger Rogers, i övriga roller märks Helen Broderick, Victor Moore, Betty Furness, Eric Blore och Georges Metaxa.

## Handling
John "Lucky" Garnett (Fred Astaire) är en spelare och dansare. Han ska gifta sig med Margaret (Betty Furness), men hans vänner sinkar honom på väg till bröllopet och han anländer försent. Margarets far vill ställa in bröllopet, något Lucky är ovetande om. Hans vänner slår vad med honom om att han inte kommer att gifta sig, han går med på vadet, och förlorar. Margarets far beordrar därefter Lucky att tjäna in 25 000 dollar för att bevisa att han har goda intentioner.
Lucky och vännen "Pop" Cardetti (Victor Moore) liftar då till New York och traskar panka runt på stan. De stöter på Penny (Ginger Rogers), en dansinstruktör, som de följer efter till hennes arbete på en dansstudio efter ett missförstånd. Där får Lucky en danslektion och efter ytterligare förvecklingar ordnar Pennys chef, Mr. Gordon (Eric Blore), det så att de får gå på en audition tillsammans.

## Rollista i urval
- Fred Astaire - John "Lucky" Garnett
- Ginger Rogers - Penelope "Penny" Carroll
- Victor Moore - Edwin "Pop" Cardetti
- Eric Blore - Mr. Gordon
- Helen Broderick - Mabel Anderson
- Betty Furness - Margaret Watson
- Georges Metaxa - Ricardo Romero
- Landers Stevens - domare Watson